# Bloody Mary
Bloody Mary alias Krvavá Marie je koktejl namíchaný z vodky, rajčatového džusu a obvykle dalších koření nebo příchutí jako Worcestrová omáčka, Tabasco, hovězího vývaru nebo bujónu, křenu, celeru, soli, černého pepře, kajenského pepře, citrónové šťávy, vaječného bílku a celerového salátu.

## Původ
Původ tohoto koktejlu je nejasný. Fernand Petiot tvrdil, že ho vynalezl v roce 1921, když pracoval v New York Bar, který se později stal Harry's New York Bar, velmi známý bar v Paříži. Autorství se připisuje rovněž majiteli tohoto baru - barmanovi Harry Mac Elhone, který převzal vedení v roce 1913. Jiná tradice říká, že to byl herec George Jessel (USA), kdo vytvořil tento drink kolem roku 1939. První zmínka o Bloody Mary v USA je ve sloupku Lucia Beebea v novinách „New York Herald Tribune“, otištěném v roce 1939 spolu s originálním receptem: „Nejnovější lomcovák George Jessela, který má pozornost městských pisatelů, se jmenuje Bloody Mary: napůl rajčatový džus, napůl vodka.“ 
Bloody Mary je též přezdívka královny Marie I. Tudorovny, která kvůli násilnému protlačování katolictví nechala za 5 let své vlády popravit přes 300 protestantů.